# 근덕초등학교 궁촌분교
근덕초등학교 궁촌분교는 대한민국 강원도 삼척시에 있었던 공립 초등학교이다.

## 학교 연혁
- 1941년 7월 23일 : 개교
- 1946년 4월 26일 : 제1회 졸업식
- 1994년 3월 1일 : 양지분교장 통폐합
- 1996년 3월 1일 : 궁촌초등학교로 명칭 변경
- 2011년 3월 1일 : 근덕초등학교로 편입
- 2023년 2월 28일 : 폐교[2]

## 참고 자료
- 근덕초등학교궁촌분교장 - 한국교육학술정보원 학교알리미